# Ligne 1 du tramway de Valenciennes
 (avril 2017).
La ligne T1 du tramway de Valenciennes est une ligne de tramway entrée en service en 2006, originellement sous le nom de Ligne 1 puis Ligne A entre 2010 et 2014, pour enfin redevenir Ligne T1.

## Histoire
Compte tenu des contraintes financières du SITURV, la réalisation de la ligne a été réalisée en plusieurs phases :
- Université - Dutemple, longue de 9,5 kilomètres et comprenant 19 stations ;
- Dutemple - Espace Villars, longue de 8,5 kilomètres et comprenant neuf stations[1].

La première ligne du réseau est ouverte au service commercial depuis le 3 juillet 2006 sous le nom de ligne A. Longue de 18,3 km, cette ligne dessert huit communes de l'agglomération : Valenciennes, Famars, Aulnoy-lez-Valenciennes, Marly, Anzin, La Sentinelle, Hérin, et Denain.
Certaines stations disposent de parcs relais facilitant le rabattement des automobilistes vers le tramway. Les stations importantes constituent également des pôles d'échanges entre transports en commun, car les lignes de bus classiques ont été restructurées pour être rabattues sur le tramway.

### Le projet et son coût
Les acteurs du projet sont :
- Maître d'ouvrage : l'autorité organisatrice de transports, le SITURV
- Maître d'ouvrage délégué : Transvilles
- Maître d'œuvre : Groupement d'ingénierie du Valenciennois (mandataire : Ingérop[2])

En juillet 2001, le projet du nouveau tramway est déclaré d'utilité publique. Les premiers coups de pioche des travaux du tramway sont donnés l'été 2003 avec les travaux préliminaires (déplacements des égouts et autres réseaux...), et en juin 2004, les travaux de construction de l'atelier dépôt du tramway à Saint-Waast démarrent. Le premier rail de la ligne est posé le 7 septembre 2004. La ligne est inaugurée le 16 juin 2006, en présence de Jean-Louis Borloo, alors Ministre de l'Emploi et du Logement et Président de la Communauté d'agglomération Valenciennes Métropole.
La première phase de la ligne A a coûté 242,75 millions d'euros, financés par emprunt et sur ses fonds propres par le SITURV, ainsi que par une subvention de l'État de 41,5 millions d'euros, soit 17 % du projet, ainsi que d'une subvention européenne de 5,08 millions d'euros.
La qualité de la ligne A du tramway de Valenciennes a été reconnue par plusieurs distinctions : le Prix TCSP de l'année de la revue Villes et Transports, et le prix Janus de la Cité remis par l'Institut français du design.

### Infrastructure de la ligne

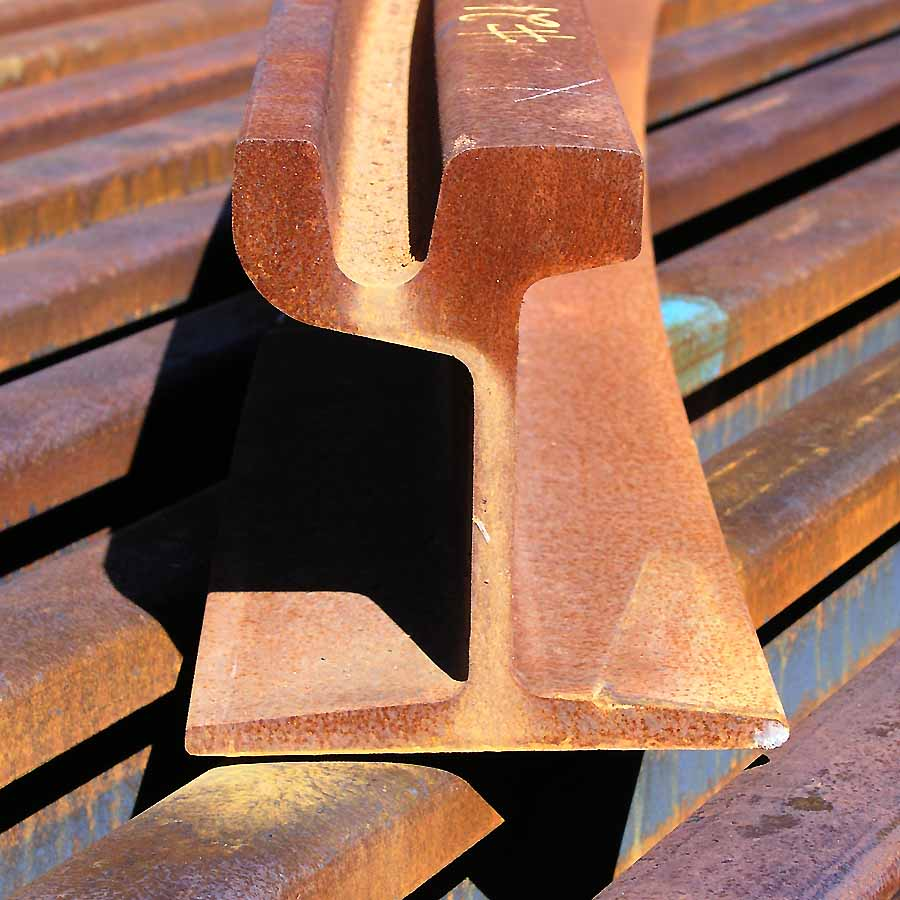
Section d'un rail à gorge, type Broca, classiquement utilisé pour les voies de tramway urbain car il ne dépasse pas de la chaussée ou du gazon.

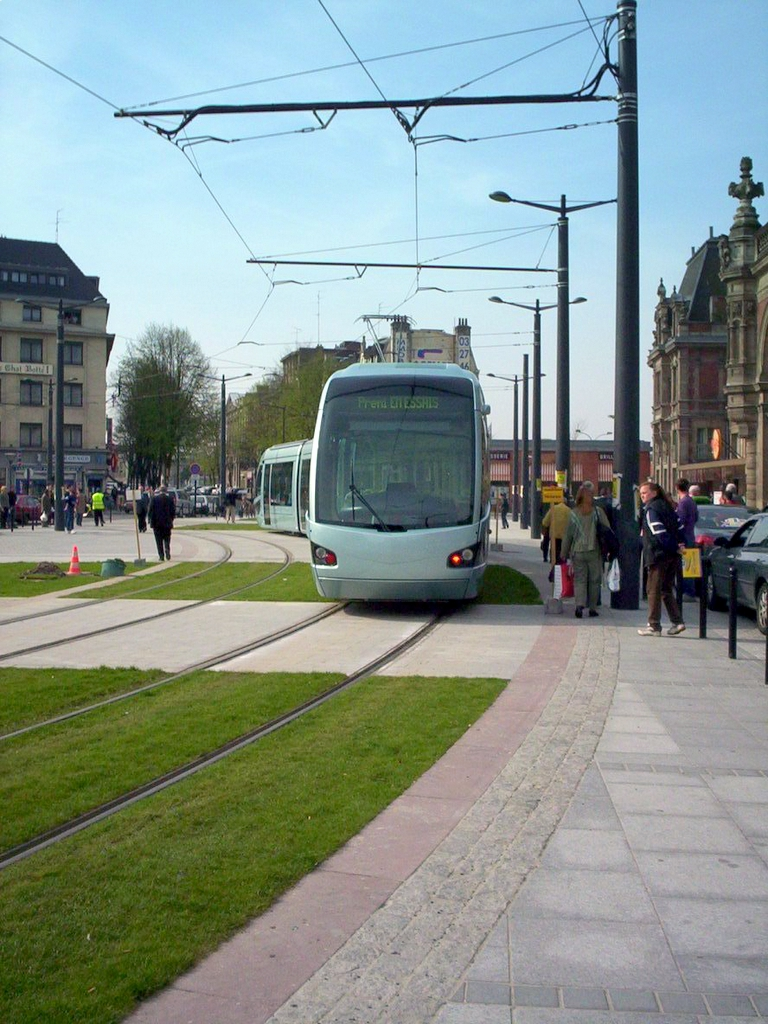
Place de la Gare à Valenciennes : La voie est engazonnée, sauf pour permettre les traversées, et les rails sont de type Broca.

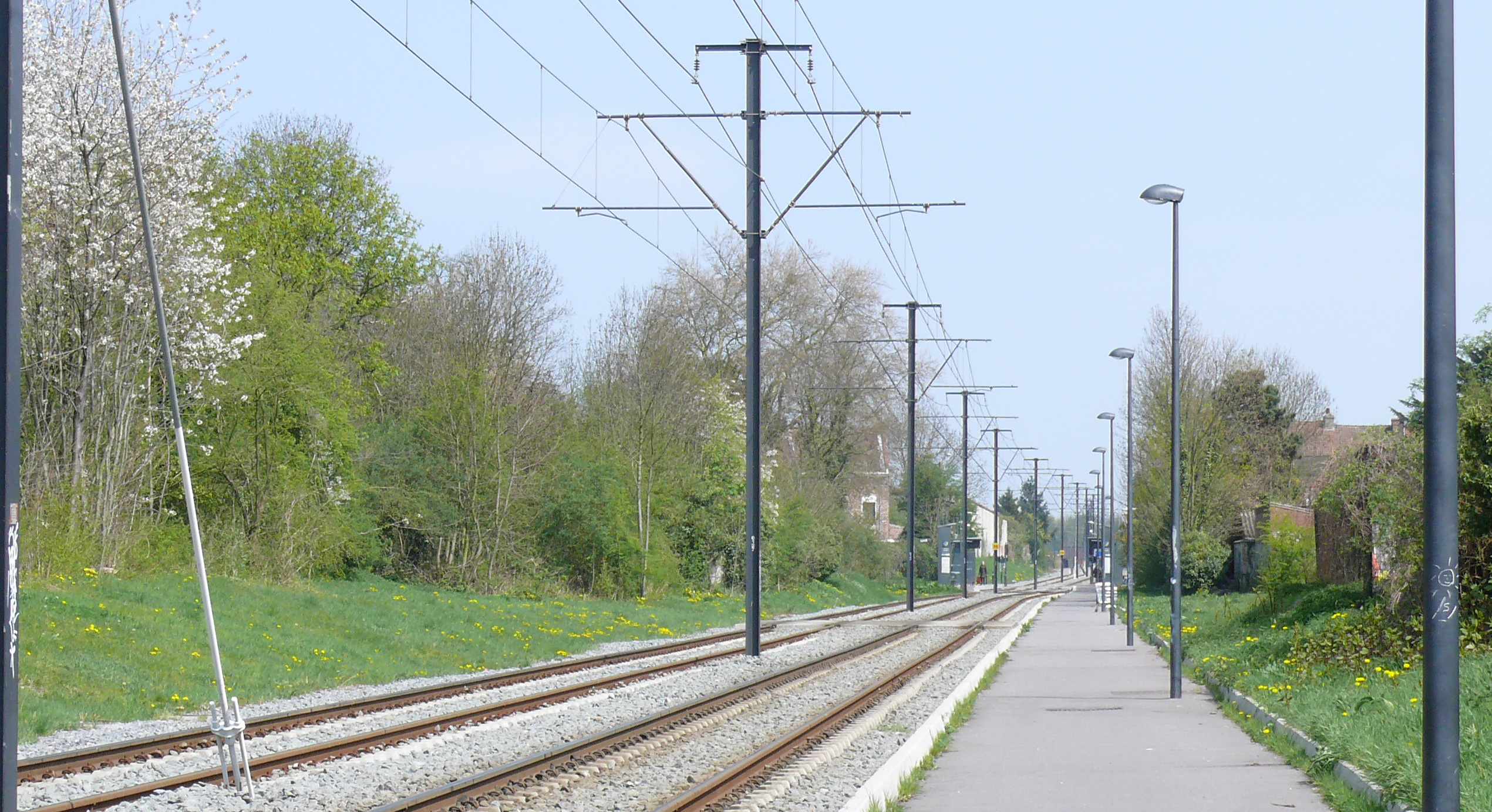
Entre Valenciennes et Denain, la voie est beaucoup plus ferroviaire, avec son ballast, ses rails posés sur traverses bibloc et sa caténaire traditionnelle. Elle est longée, sur la quasi-totalité de son parcours, d'une voie pour les circulations douces.
Sur la partie haute des caténaires, il y a deux câbles de feeder.

La ligne est établie, à voie normale, sur une plate-forme noyée dans une dalle de béton avec rails à ornière 41 GPU, type Broca, fournis par Corus, de Université à la sortie de Dutemple, ainsi que de Taffin à Espace Villars. Le revêtement y est souvent constitué de gazon hors des traversées routières.
Entre Dutemple et Taffin, la voie a des caractères de tramway express, avec ses rails type Vignole sur ballast et alimentation électrique par caténaire et feeder. Deux sections de la ligne empruntent la plate-forme ferroviaire de l'ancienne ligne de Somain à Péruwelz du réseau de la Compagnie des mines d'Anzin, entre la station Anzin Hôtel de Ville et Dutemple, et, pour la seconde phase, sur 6,5 kilomètres.
La création de la ligne a nécessité la réalisation ou la rénovation de plusieurs ouvrages d'art, tels le pont sur l'autoroute A2 et celui sous l'autoroute A23, le Pont Jacob sur les voies ferroviaires de la ligne de Douai à Blanc-Misseron et l'Escaut, les viaducs Sainte-Catherine (sur le tracé de l'ancienne ligne de Valenciennes-Faubourg-de-Paris à Hautmont) et Pompidou, le pont sur la ligne de Fives à Hirson,.
La plupart des stations sont à quais latéraux. Toutefois, sans doute par manque de place, trois stations, dont Pont Jacob sont à quai central. Deux stations disposent d'une voie de tiroir (située à une certaine distance de la station) permettant de stocker une rame et d'organiser des services partiels : Anzin - Hôtel de Ville et Dutemple. Le dépôt est situé près de la station Saint-Waast, et est accessible par des appareils de voie depuis toutes les directions.
La signalisation est une signalisation tramway classique. Toutefois, les signaux de manœuvre ressemblent à une signalisation routière, avec un symbole T qui indique qu'ils s'appliquent au tramway. Dans les sections urbaines, les carrefours routiers sont protégés soit par une signalisation tricolore traditionnelle, soit par un feu rouge clignotant qui s'allume à l'approche des rames du tramway. Dans les sections interurbaines, les carrefours sont généralement protégés par des passages à niveau dont les barrières se ferment à l'approche des rames du tramway.

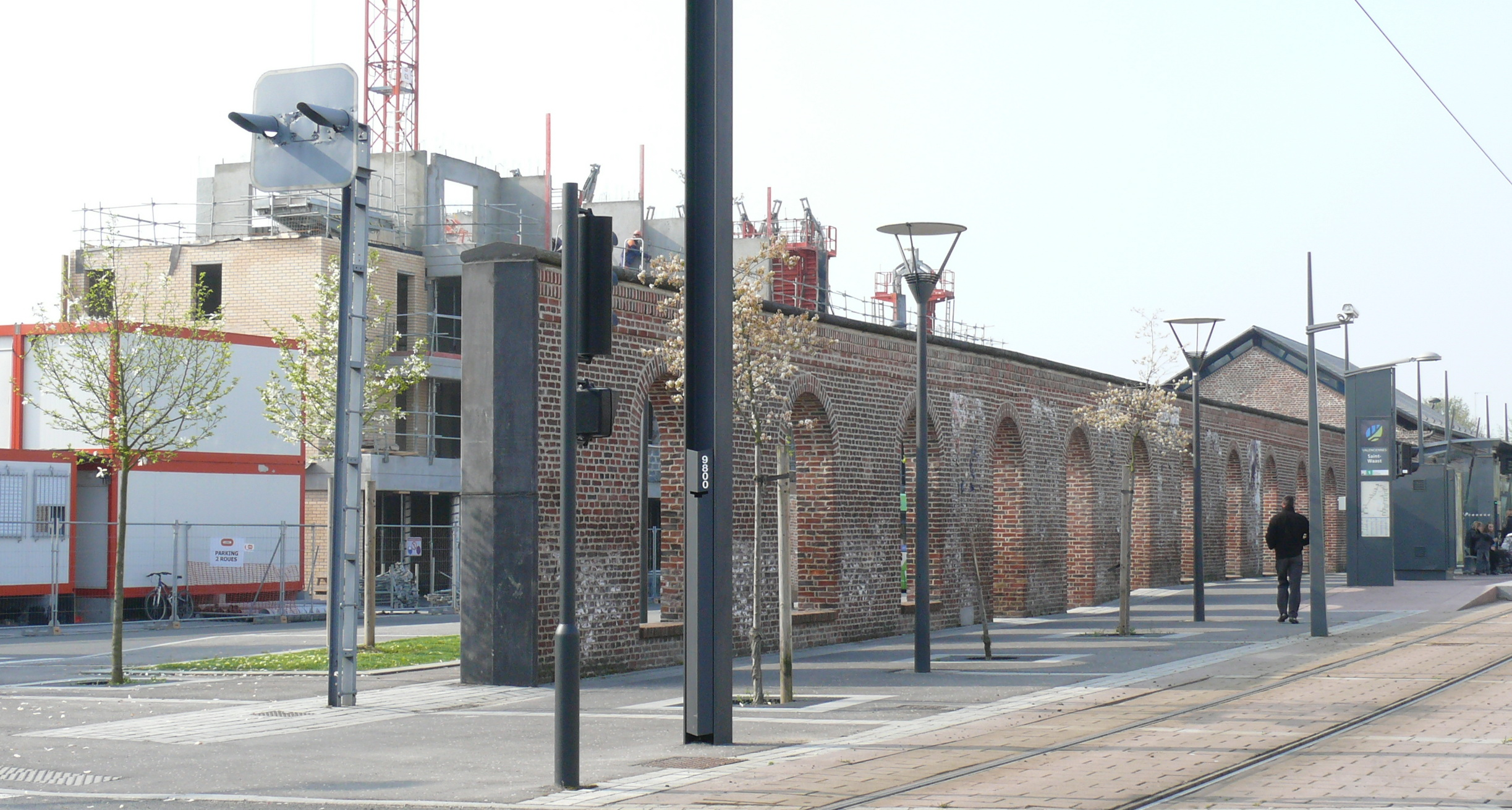
La station Saint-Waast garde le souvenir de l'ancienne ligne de Somain à Péruwelz, avec cet ancien signal et le mur d'une halle à marchandises.
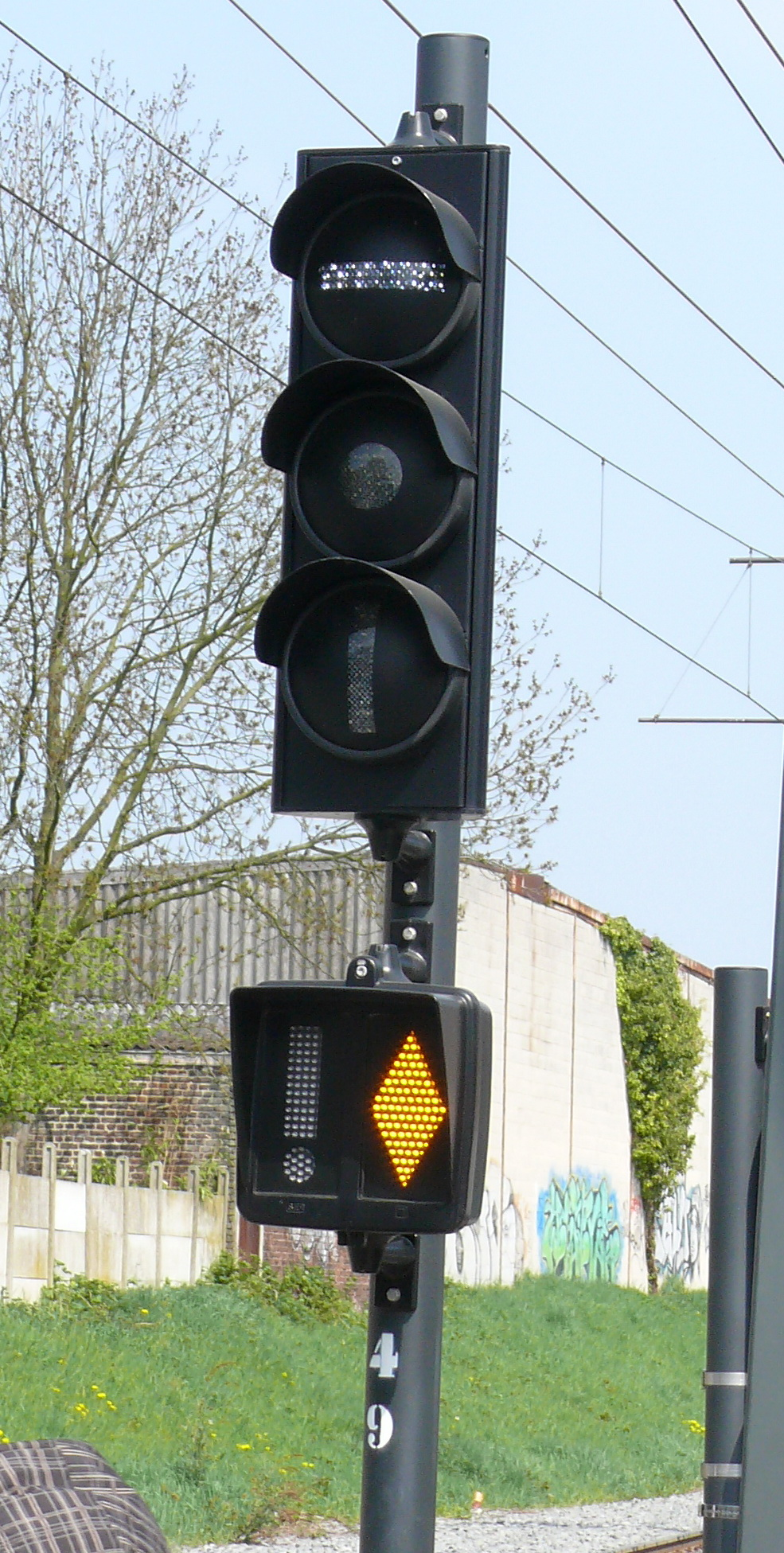
Signalisation protégeant un carrefour routier. Le signal impose l'arrêt (ligne horizontale allumée), mais le système d'aide à la conduite a détecté l'arrivée d'une rame (losange jaune allumé).
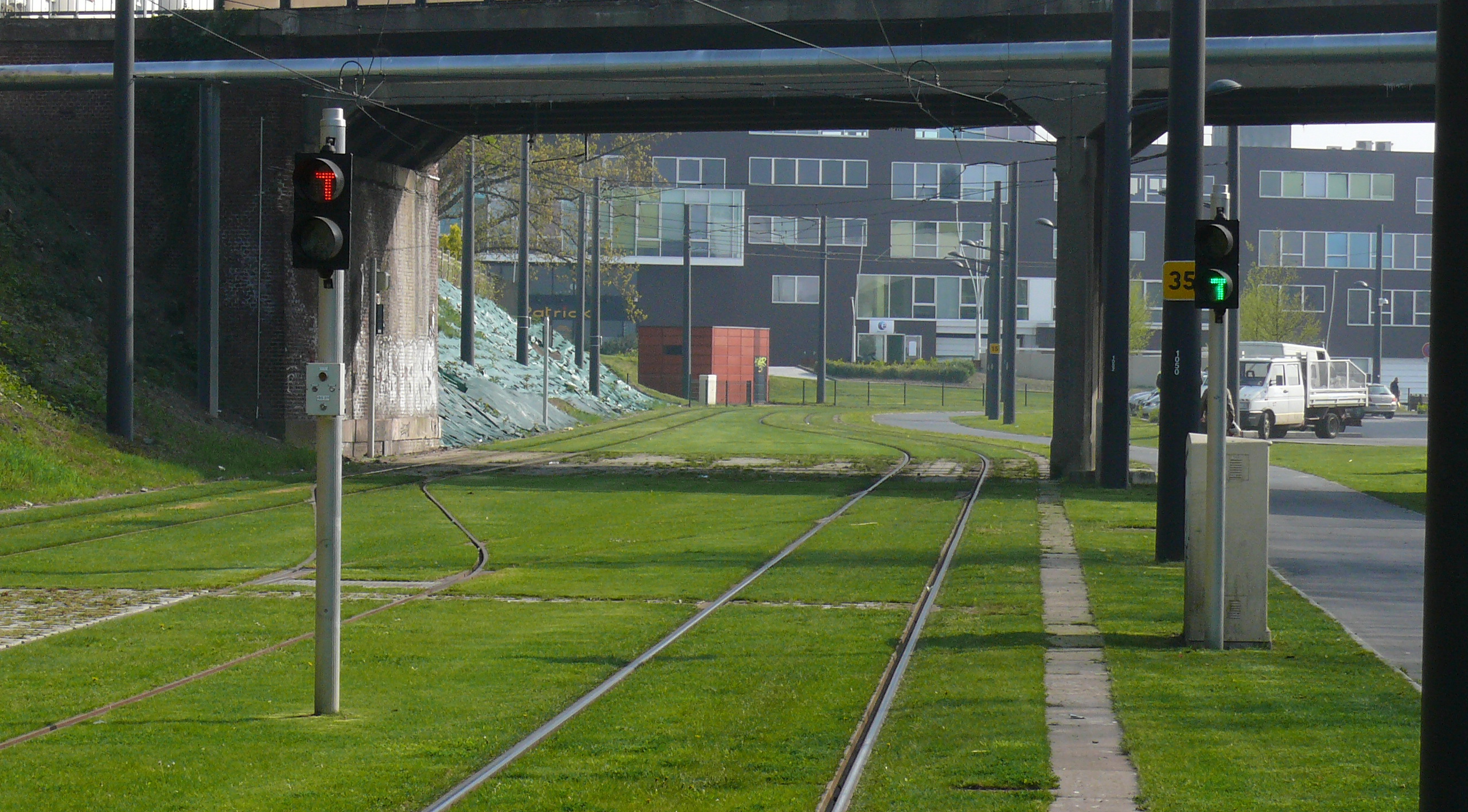
Le tramway de Valenciennes utilise des feux de couleur (vert et rouge) avec un T lumineux pour protéger les itinéraires et manœuvres. On voit ici les signaux qui protègent la voie de garage de la station Anzin - Hôtel de ville.
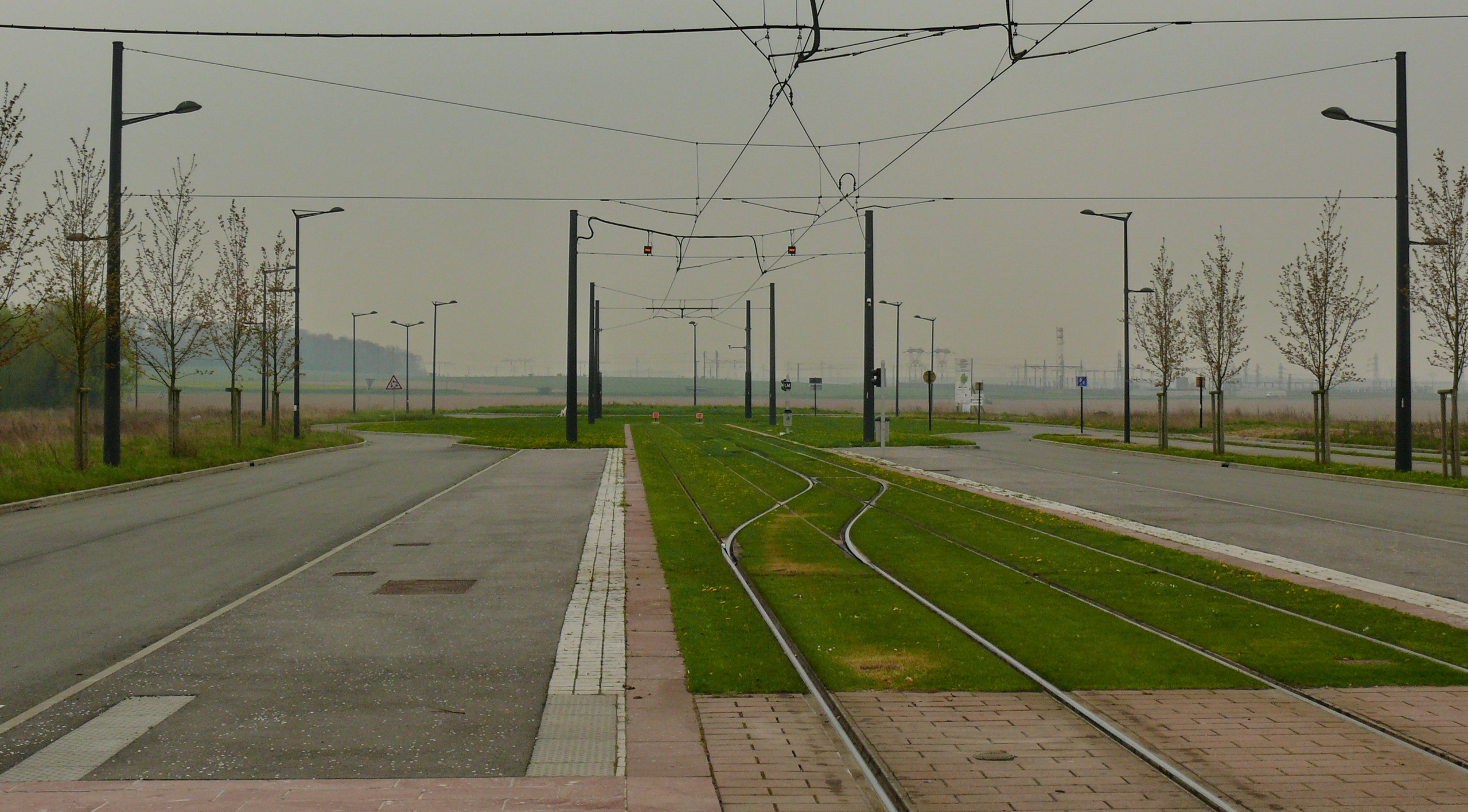
Le terminus de la ligne à Université : l'arrière gare comprend une simple voie de tiroir et une voie de stationnement, suffisant pour cette ligne dont la fréquence est assez basse.

### Phase I

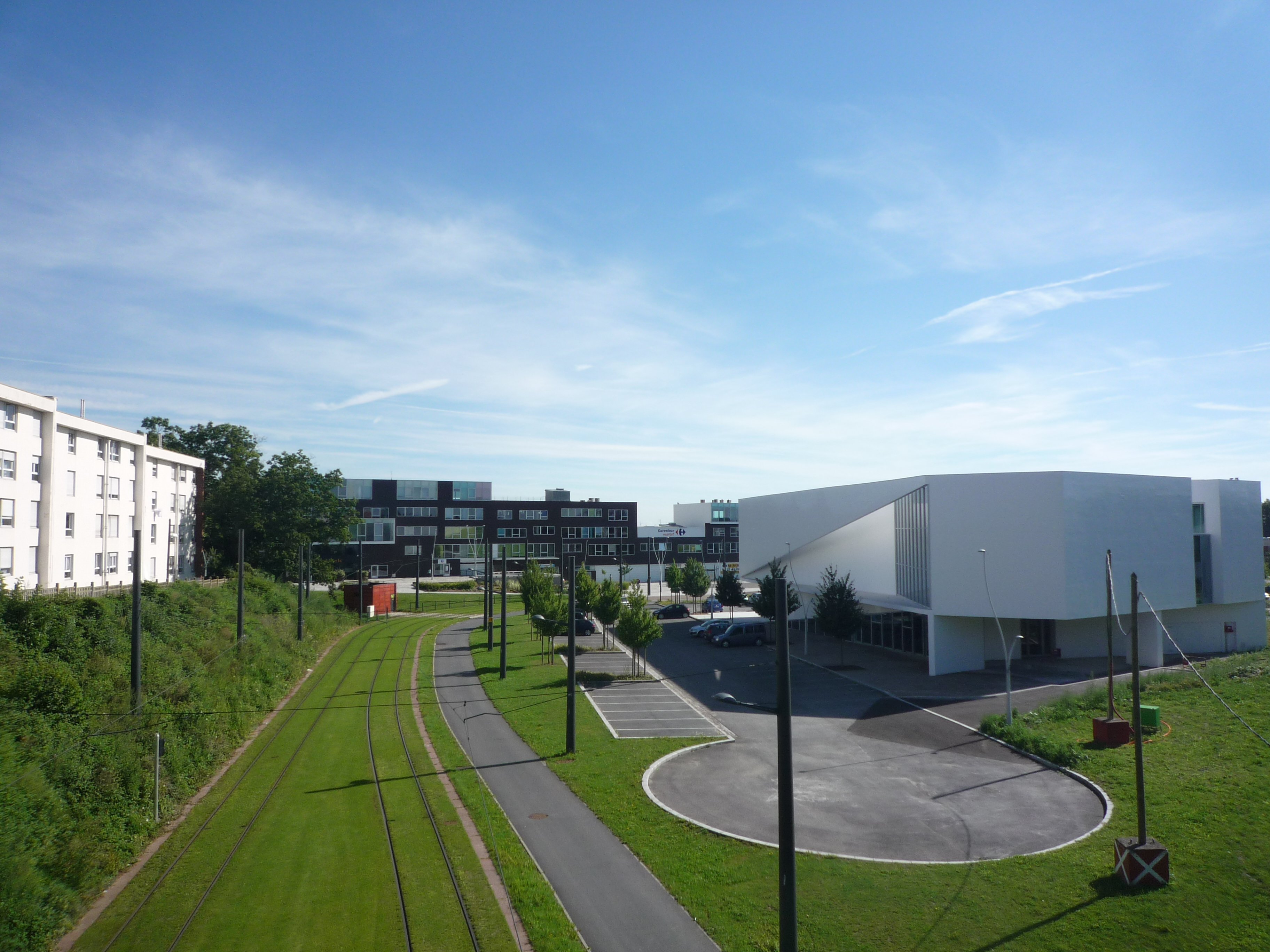
La création et l'aménagement de qualité du tramway ont favorisé la mutation urbaine des quartiers traversés, comme ici à Anzin.

La première phase de la ligne A du tramway (Université - Dutemple, 19 stations) a été mise en service le 3 juillet 2006, c'est-à-dire quarante ans, jour pour jour, après la fin de l'exploitation de l'ancien réseau de tramway. Elle portait alors le nom de ligne 1.
Longue de 9,5 kilomètres, elle traverse cinq communes de l'agglomération de Valenciennes, et relie au centre-ville des quartiers excentrés et classés en rénovation urbaine (ANRU). Cette première phase structure l'agglomération avec la connexion rapide de l'université, via le centre-ville, au pôle d'échanges de la gare de Valenciennes.

### Phase II

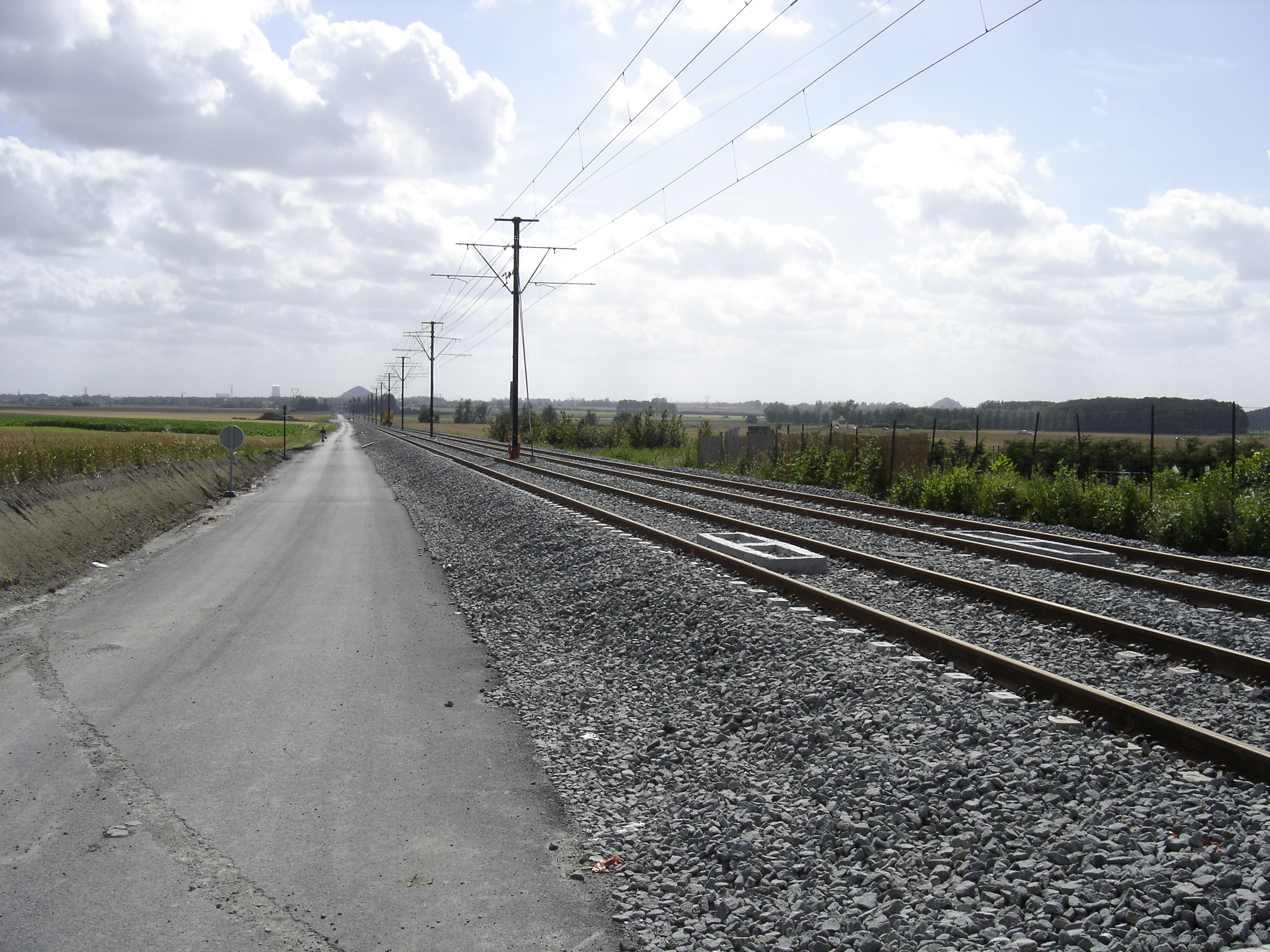
Paysage de la ligne T1 entre Hérin et Denain : La voie est de type ferroviaire classique, avec sa voie ballastée et sa caténaire, permettant une plus grande vitesse et un plus faible coût d'entretien que la voie type tramway. Sur cette section interurbaine en alignement, les rames circulent à 70 km/h.

L'extension de la ligne T1 du tramway de Valenciennes (Dutemple) à Denain (Espace Villars), avec sept nouvelles stations a été inaugurée le 31 août 2007 pour une mise en service commercial le 3 septembre 2007. Elle est longue de 8,8 kilomètres. Le coût de cette seconde phase est de 69 millions d'euros.
Deuxième pôle de l'arrondissement valenciennois, Denain affirme sa volonté d'améliorer les déplacements dans son bassin d'habitat. La ville souhaite intégrer les transports collectifs et le transport individuel dans un plan global de déplacements.

### Évolution de la ligne T1
Une huitième station de la Phase II, Solange Tonini, pour desservir la route d'Oisy et la maison des Papillons Blancs à Denain a été inaugurée en septembre 2008. La station Allende a été rebaptisée Jean Dulieu à cette occasion.
La Plaine, station située entre Saint-Waast et Dutemple, à hauteur de la rue Saint-Éloi à Valenciennes a ouvert le 3 juillet 2009.
Une autre station intermédiaire complémentaire est envisagée ultérieurement, Les Grémonts, sur la commune de Hérin.
En 2010, à l'occasion de l'attribution de la délégation de service public de l'exploitation du réseau Transvilles par Veolia Transport, le réseau est restructuré, et la ligne 1 est renommée ligne A. Graphiquement, la ligne, qui était repérée en vert, devient une ligne rouge, comme toutes les lignes du réseau cadencées toutes les dix minutes. À cette occasion, les deux branches du projet de seconde ligne de tramway du réseau, appelée jusqu'alors ligne 2, deviennent les projets de lignes C et D, l'indice B étant réservé pour dénommer la ligne TER Nord-Pas-de-Calais reliant Valenciennes à celle de Saint-Amand-les-Eaux, les circulations se font alors sur la ligne de Fives à Hirson. En 2014 la ligne devient T1 tandis que la ligne vers Vieux-Condé prend l'indice T2.

## Infrastructure

### Voies et tracés
Types de sites utilisés (état 24 février 2014),

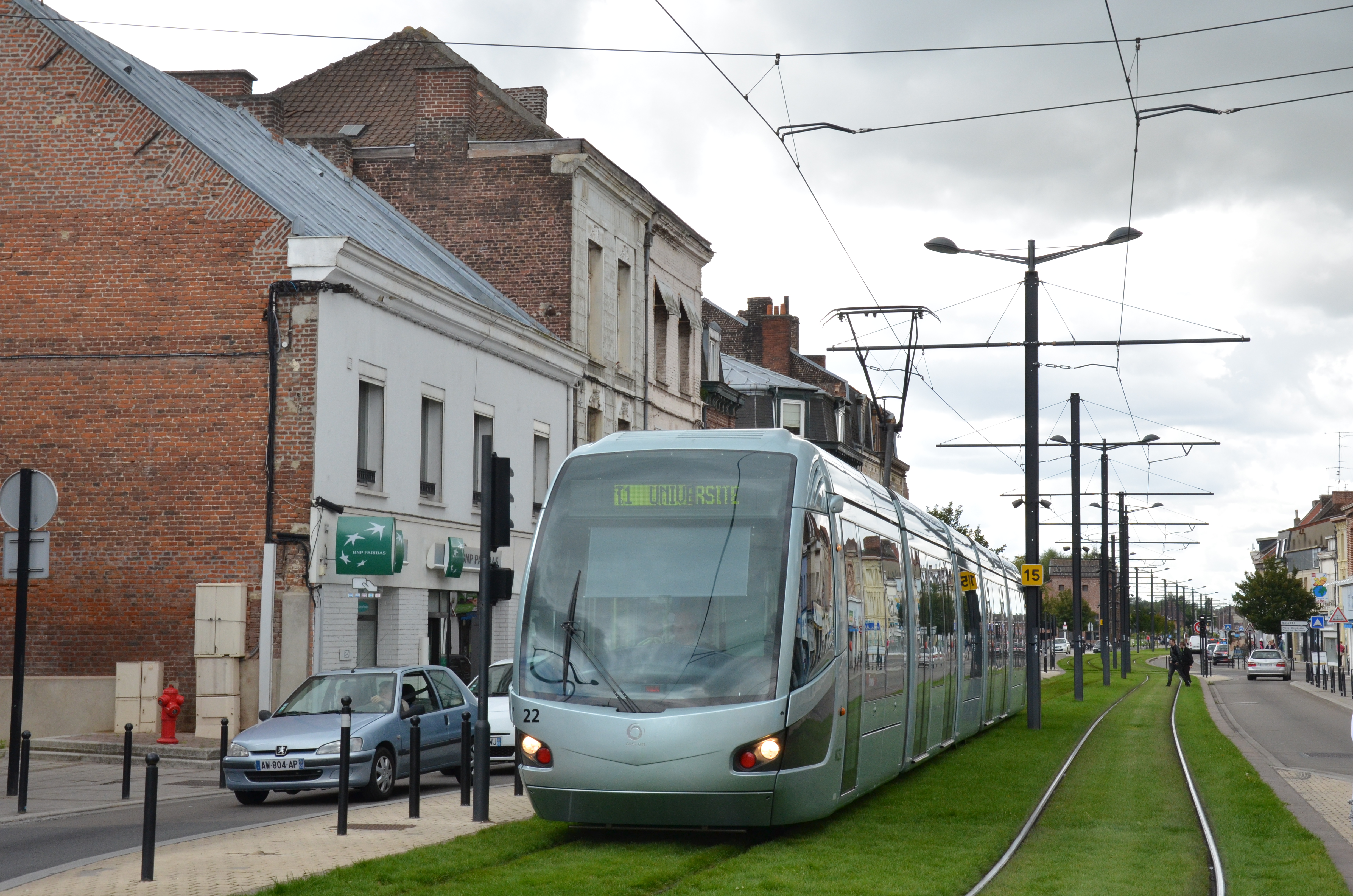
Rame de la ligne T1 près du terminus Espace Villars.

Les données en pourcentage sont exprimées en pourcentage de la branche ou de la ligne.
|                  | Site banal    | Site mixte    | Site spécial   | Site indépendant | Total            |
| ---------------- | ------------- | ------------- | -------------- | ---------------- | ---------------- |
| Dont voie unique | 0,00 km 0,00% | 0,00 km 0,00% | 0,00 km 0,00%  | 0,00 km 0,00%    | 0,00 km 0,00%    |
| Dont voie double | 0,00 km 0,00% | 0,00 km 0,00% | 5,37 km 29,44% | 12,88 km 70,56%  | 18,25 km 100,00% |
| Total            | 0,00 km 0,00% | 0,00 km 0,00% | 5,37 km 29,44% | 12,88 km 70,56%  | 18,25 km 100,00% |

Dont tronc commun
|                  | Site banal    | Site mixte    | Site spécial   | Site indépendant | Total           |
| ---------------- | ------------- | ------------- | -------------- | ---------------- | --------------- |
| Dont voie unique | 0,00 km 0,00% | 0,00 km 0,00% | 0,00 km 0,00%  | 0,00 km 0,00%    | 0,00 km 0,00%   |
| Dont voie double | 0,00 km 0,00% | 0,00 km 0,00% | 4,02 km 59,14% | 2,78 km 40,86%   | 6,79 km 100,00% |
| Total            | 0,00 km 0,00% | 0,00 km 0,00% | 4,02 km 59,14% | 2,78 km 40,86%   | 6,79 km 100,00% |

Dont branche de Denain
|                  | Site banal    | Site mixte    | Site spécial   | Site indépendant | Total            |
| ---------------- | ------------- | ------------- | -------------- | ---------------- | ---------------- |
| Dont voie unique | 0,00 km 0,00% | 0,00 km 0,00% | 0,00 km 0,00%  | 0,00 km 0,00%    | 0,00 km 0,00%    |
| Dont voie double | 0,00 km 0,00% | 0,00 km 0,00% | 1,36 km 11,84% | 10,10 km 88,16%  | 11,46 km 100,00% |
| Total            | 0,00 km 0,00% | 0,00 km 0,00% | 1,36 km 11,84% | 10,10 km 88,16%  | 11,46 km 100,00% |

### Liste des stations
|  |   |  | Stations             | Lat/Long                    | Communes desservies     | Correspondances                                                            |
|  | - |  | -------------------- | --------------------------- | ----------------------- | -------------------------------------------------------------------------- |
|  | ■ |  | Université           | 50° 19′ 12″ N, 3° 30′ 45″ E | Famars                  | T2 103 104 IGO1 803 803E 823 971 Parc relais                               |
|  | • |  | Moriamez Recherche   | 50° 19′ 29″ N, 3° 30′ 51″ E | Famars                  | T2                                                                         |
|  | • |  | Campus Mont Houy     | 50° 19′ 43″ N, 3° 30′ 53″ E | Aulnoy-lez-Valenciennes | T2                                                                         |
|  | • |  | Chemin Vert          | 50° 19′ 53″ N, 3° 30′ 49″ E | Aulnoy-lez-Valenciennes | T2 S1                                                                      |
|  | • |  | Jules Chevalier      | 50° 20′ 02″ N, 3° 31′ 06″ E | Aulnoy-lez-Valenciennes | T2                                                                         |
|  | • |  | La Briquette         | 50° 20′ 24″ N, 3° 31′ 15″ E | Marly                   | T2                                                                         |
|  | ■ |  | Vosges               | 50° 20′ 31″ N, 3° 31′ 02″ E | Valenciennes            | T2 S1                                                                      |
|  | • |  | Nungesser            | 50° 20′ 55″ N, 3° 31′ 09″ E | Valenciennes            | T2 Parc relais                                                             |
|  | • |  | Sainte-Catherine     | 50° 21′ 05″ N, 3° 31′ 01″ E | Valenciennes            | T2 110                                                                     |
|  | • |  | Porte de Paris       | 50° 21′ 12″ N, 3° 31′ 01″ E | Valenciennes            | T2 110                                                                     |
|  | • |  | Sous-Préfecture      | 50° 21′ 22″ N, 3° 31′ 11″ E | Valenciennes            | T2 C1 C3                                                                   |
|  | • |  | Hôtel de Ville       | 50° 21′ 29″ N, 3° 31′ 20″ E | Valenciennes            | T2                                                                         |
|  | • |  | Clemenceau           | 50° 21′ 39″ N, 3° 31′ 13″ E | Valenciennes            | T2                                                                         |
|  | • |  | Gare                 | 50° 21′ 50″ N, 3° 31′ 05″ E | Valenciennes            | TER Hauts-de-France TGV T2 1 5 6 30 S1 103 131 IGO2 C1 C2 951 951E 953 990 |
|  | • |  | Pont Jacob           | 50° 21′ 57″ N, 3° 30′ 51″ E | Valenciennes            | T2                                                                         |
|  | • |  | Croix d'Anzin        | 50° 22′ 02″ N, 3° 30′ 29″ E | Anzin                   |                                                                            |
|  | ■ |  | Anzin Hôtel de Ville | 50° 22′ 07″ N, 3° 30′ 07″ E | Anzin                   | 2 12 13 S2 Parc relais                                                     |
|  | ■ |  | Saint-Waast          | 50° 21′ 49″ N, 3° 29′ 30″ E | Valenciennes            | 1 2 C2 H Parc relais                                                       |
|  | • |  | La Plaine            | 50° 21′ 39″ N, 3° 29′ 18″ E | Valenciennes            |                                                                            |
|  | ■ |  | Dutemple             | 50° 21′ 25″ N, 3° 28′ 50″ E | Valenciennes            |                                                                            |
|  | • |  | Bois des Montagnes   | 50° 21′ 21″ N, 3° 28′ 18″ E | La Sentinelle           |                                                                            |
|  | • |  | Le Galibot           | 50° 21′ 11″ N, 3° 27′ 08″ E | Hérin                   | 102 110 A                                                                  |
|  | • |  | Les Grémonts         |                             | Hérin                   | Station projetée                                                           |
|  | • |  | Solange Tonini       | 50° 20′ 23″ N, 3° 24′ 46″ E | Denain                  |                                                                            |
|  | • |  | Bellevue             | 50° 20′ 10″ N, 3° 24′ 10″ E | Denain                  | 107 IGO1 Parc relais                                                       |
|  | • |  | Jaurès               | 50° 19′ 55″ N, 3° 23′ 31″ E | Denain                  | 106 111 VLX 811 à distance : TER Hauts-de-France (Gare de Denain)          |
|  | • |  | Taffin               | 50° 19′ 46″ N, 3° 23′ 10″ E | Denain                  |                                                                            |
|  | • |  | Jean Dulieu          | 50° 19′ 36″ N, 3° 23′ 08″ E | Denain                  |                                                                            |
|  | ■ |  | Espace Villars       | 50° 19′ 34″ N, 3° 23′ 34″ E | Denain                  | 4 30 101 104 105 106 107 111 IGO1 VLX 811 824                              |

(Les stations en gras servent de terminus partiel à certaines heures)

## Matériel roulant
Les circulations sont réalisées par des Citadis 302. Les rames de la ligne T2 sont remisées comme celles de la ligne T1 dans le dépôt de Saint-Waast, bâti le long de la première ligne entre les stations Anzin Hôtel de Ville et Saint-Waast.

## Exploitation

### Contrat
La ligne T1 du tramway de Valenciennes, tout comme la ligne T2 et les lignes d'autobus du réseau Transvilles, est gérée sous l'autorité du Syndicat intercommunal de mobilité et d'organisation urbaine du Valenciennois (SIMOUV) dans le cadre d'une délégation de service public (DSP). Le 1er janvier 2015, le SIMOUV a confié la DSP à RATP Dev et sa filiale Compagnie des Transports du Valenciennois et du Hainaut (CTVH), et ce jusqu'à fin 2022, succédant à Transdev qui était chargé du réseau de 2010 à fin 2014. Le 1er janvier 2023, Keolis succède à RATP Dev.

### Fréquentation
Neuf mois après sa mise en service, la ligne transportait, sur le tracé de la seule phase I, 22 000 voyageurs par jour en mars 2007. Après l'ouverture de la phase II de la ligne, le trafic atteignait 29 000 voyageurs par jour en août 2007.